# كرتون نتورك بالعربية
كرتون نتورك بالعربية (بالإنجليزية: Cartoon Network Arabic) وتُعرف اختصارًا باسم CN Arabia هي قناة تلفزيونية مجانية موجهة للأطفال والمراهقين تابعة للشبكة كرتون نتورك، التي تبث للجمهور العربي في عموم منطقة الشرق الأوسط وشمال أفريقيا، وهي الطبعة العربية الرسمية لكرتون نتورك. تعود ملكية هذه القناة لشركة ترنر برودكاستيج سيستم في أوروبا والشرق الأوسط، التابعة للشركة الأم تايم وارنر. بدء بث القناة في 10 أكتوبر 2010 في دولة الإمارات العربية المتحدة في تمام الساعة 10:10 صباحًا بتوقيت المملكة العربية السعودية، إذ تزامن إطلاق القناة مع افتتاح مكاتب تيرنر للبث النظام الجديد في مدينة دبي للإعلام، الإمارات العربية المتحدة، مالك القناة المحلية. فرع الشرق الأوسط لشركة تايم وارنر.
تبث القناة عبر عرب سات (بدر 6) ونايل سات تعتبر كرتون نتورك بالعربية المجانية بديلاً لقناة كرتون نتورك مينا على أساس الإشتراك التي عرضت في الشرق الأوسط عبر شبكة بي إن.

## التاريخ
افتتحت قناة كرتون نتورك بالعربية في 10 أكتوبر 2010 في تمام الساعة 10:10 صباحا بتوقيت GST تزامناً مع الافتتاح الرسمي لمكاتب ترنر برودكاستيج سيستم في مدينة دبي الاعلامية في الإمارات العربية المتحدة
وبدأت بنظام تشيك أت 1.0 أول نظام لقناة كرتون نتورك، غيرت القناة نسبة امتداد الشاشة من النسبة 4:3 (أربعة إلى ثلاثة) إلى امتداد 16:9 (ستة عشر إلى تسعة) في 05 أكتوبر 2014 كما بدات القناة في نفس اليوم باستخدام نظام تشيك إت 3.0 (Check it 3.0)
في 04 أكتوبر 2017 غيرت القناة الهوية البصرية لتصبح بنظام ديناميشين.
في ديسمبر 2015 وقعت ترنر برودكاستيج سيستم صفقة مع مجموعة بي إن الإعلامية القطرية الصفقة أدت انتقال كل من كرتون نتورك مينا كرتون نتورك إفريقيا], بوميرانغ إفريقيا وTCM من OSN إلى شبكة قنوات بي إن، كما أدت الصفقة إلى غلق نسخة الHD من القناة على خدمة Yahlive، ومع ذلك فان القناة الأساسية لم تتاثر بالصفقة بسبب كونها قناة تعرض بشكل مجاني على قمري نايل سات وعربسات أضيفت كرتون نتورك بالعربية إلى شبكة قنوات بي إن على الرقم 138 وهي تعرض بجودة HD، الصفقة بسبب علاقتهما المباشرة مع ترنر، لم تتاثر كل من اتصالات ودو بالصفقة، بما يعني ان كلا الشركتين تعرضان القنوات المذكورة اعلاه إلى مستخدميها المشتركين بخدمة الIPTV إضافة إلى ذلك فإن قناتي كرتون نتورك وبومرانغ متوفرتان للعرض على كل من inVision في السعودية Ooredoo في قطر وCablevision في لبنان.

## كارتونيتو بالعربية

شعار كرتونيتو

في 2011 أعلنت شركة تيرنر برودكاستينغ أنّها تعتزم إطلاق قناة كارتونيتو (Cartoonito) التلفزيونية البريطانية، الموجّهة للأطفال في عمر ما قبل المدرسة، في منطقة الشرق الأوسط وشمال أفريقيا وبذلك توسع انتشار القناة ليصل إلى 125 مليون منزل جديد في 112 دولة. بدءًا من الرابع من سبتمبر 2011، بثت القناة وبرامجها بشكل فقرة صباحية على قناة كرتون نتورك العربية تبدأ الفقرة البث من الساعة السادسة صباحًا إلى الظهيرة بشكل يومي. توقفت الفقرة وبرامجها عن العرض في بدايات 2014، لتعاود الرجوع للقناة في 24 من مارس عام 2019 بنفس جدول التوقيت (من السادسة صباحاً إلى الظهيرة) مع مجموعة جديدة من البرامج الموجهة لأطفال قبل المدرسة.
- لايزي تاون
- مغامرات تشاك والأصدقاء
- بانانا في البيجاما
- باوند بابيز
- جيلي جام
- كابتن كريم وقطار الحكايات
- بيبي لوني تيونز
- بينغو
- هاها هيريز
- جوجو بطل الحكاية
- كريبتو الكلب العجيب
- جرو اسمه سكوبي دو
- أبناء توم وجيري
- عرض توم وجيري
- جديد لوني تونز
- مستر بن
- دورثي وعجائب مدينة أوز
- سامي رجل الإطفاء
- الكلب بات
- تافي
- عائلة الهابو
- مايك القوي
- 44 كاتس
- غريزي والليمنغز
- سباقات مضحكة
- يابا دابا ديناصور
- كينغدوم فورس
- داينو رانش
- ماشماش و الماشبلز
- باتويلز
- فريق بنائي باغز باني
- إيلا بين النجوم
- لو و رفاق المرح
- تسالي الأحد
- عالم جيسيكا الكبير الصغير

## فقرات تبث على القناة

### حاليا
- فقرة كارتونيتو «24 مارس 2011 وحتى 2019 - للأن»
- نادي الإفطار «نوفمبر 2015 - للأن»
- جديد جديد «2018 - للأن»
- سبت الأكشن «2018 - الآن»
- أفلام سي ان «2020 - للأن»
- كرتون نتورك غير مباشر «11 نوفمبر 2020 - الآن»
- غامبول ضد التايتنز «اغسطس 2025 - الان »

### سابقا
- على كيفك -08 ابريل 2011 - 2014»
- فوازير رمضان -01 اغسطس 2011 الى رمضان 2017 (تبث كل رمضان)»
- أفلام العيد - نوفمبر 2011 الى عيد 2017 (تبث كل عيد)
- فقرة كارتونيتو القديمة -04 سبتمبر 2011 الى فبراير 2014»
- تسالي يوليو -يونيو 2011
- 200% - فبراير 2011
- احلى إثنين - سبتمبر 2013 الى ديسمبر 2013»
- ساعة البطل -سبتمبر 2013 الى نوفمبر 2013»
- إلى كأس العالم -يونيو 2014 الى يوليو 2014»
- الكوميديا في يناير - يناير 2012 (بثت خلال شهر يناير 2012)»
- القوى القصوى «04 يناير 2015 - 17 يونيو 2015»
- قطط وكلاب " (2016)"
- ابطال كرتون نتورك «27 مارس 2016 - ثم قاموا بتجديده في 2018»
- المغامرون 2016 - 2017
- إضحك من القلب -02 فبراير 2016»
- ابطال أشرار "2017-2018"
- تشكيلات "2017"
- فقرة بوميرانغ "2018
- مغامرين سي أن 2019 - ثم عاد في" فبراير "-أبريل " 2021"
- أبطال كرتون نتورك الخارقين "2020"
- نجم الشهر- 25 أبريل 2020-ديسمبر 2021
- الصداقة انسجام - "يناير" -"فبراير " 2021"
- فقرة سينما كرتون نتورك القديمة من "2011" لغاية "2014"
- جديد جديد " 2018 - 2020"
- فقرة في المنزل مع عائلة واترسون "في الصيف "2019-2021"
- كم صديق - نوفمبر  - ديسمبر  2021
- غامبول طوال الصيف - يوليو  - اغسطس  2022
- مرح الصيف مع سي أن"في الصيف "2023-2024"
- المختلف جيد - سبتمبر 2023 - مارس 2024
- حيوانات كرتون نتورك الأكثر اضحاكا - مارس  2024 - يونيو  2024 ثم عاد في مايو  - يونيو  2025
- فريق الأحلام - اغسطس  2024 - فبراير  2025
- نحن نحب غامبول - فبراير  - أبريل  2024
- كل حلقة على الاطلاق من ابطال التايتنز انطلقوا - "في الصيف "يوليو  - اغسطس  2025

## العروض
حالياً القناة متوفرة فقط باللغة العربية، مع عدم وجود الطرق الممكنة لتبديل اللغة الصوتية إلى الإنجليزية أو أي لغة أخرى في النسخة المجانية. تبث القناة برامج كرتون نتورك الخاصة، وتعرض كرتون نتورك بالعربية برامج أخرى عبر صفقات شراكة مع مختلف شركات الإنتاج العربي مثل لاماتارا بيكتورز ومقرها دبي (فريج)، ومجموعة روبيكون القابضة في الأردن (برنامج بن وعصام). وبعض العروض لا تصل في وقت عرضها الأصلي على النسخة الأصلية (الأمريكية) للقناة.

### البرامج
قائمة البرامج التي عرضت على كرتون نتورك بالعربية
- نينجاغو من 2013 مستمر - (قائمة الحلقات)
- إد، إدد وإدي من 2010 إلى 2014 - (قائمة الحلقات)
- سكاتووني 2011 توقف 2013 (قائمة الحلقات)
- أساطير تشيما من 2013 إلى نهايات 2014 - (قائمة الحلقات)
- أولاد الجيران من 2010 إلى وسط 2014 ثم عاد 2020 توقف - (قائمة الحلقات)
- باتمان توقف في 2018 - (قائمة الحلقات)
- باكوغان توقف وحصل على ريبوت - (قائمة الحلقات)
- منزل فوستر للأصدقاء الخياليين عرض 2010 إلى 2014 ثم عاد 2023 توقف - (قائمة الحلقات)
- مغامرات فلاب جاك من 2010 إلى 2015 - (قائمة الحلقات)
- بن 10 من 2010 إلى 2015 - (قائمة الحلقات)
- بن 10: إلين فورس من 2011 إلى 2013 - (قائمة الحلقات)
- بن 10: التمت الين من 2011 إلى 2013 - (قائمة الحلقات)
- بن 10: أومنفرس من 2012 إلى نهايات 2016 - (قائمة الحلقات)
- بن 10 التحدي الأقوى عرض 2011 إلى 2016 - (قائمة الحلقات)
- تشاودر من 2010 إلى 2014 - (قائمة الحلقات)
- توم وجيري من 2010 إلى 2018 (قائمة الحلقات)
- 2010 جوني كويست
- لوني تيونز من 2012 إلى 2014 ويوجد ريبوت - (قائمة الحلقات)
- ترانسفورمرز: برايم من 2011 إلى 2014 - (قائمة الحلقات)
- تنانين: فرسان قرية بيرك من 2013 إلى 2015 - (قائمة الحلقات)
- تنانين حماة قرية بيرك من 2013 إلى 2015 - (قائمة الحلقات)
- جينيرايتور ريكس من 2011 إلى 2014 - (قائمة الحلقات)
- حياة جونيبر لي من 2010 إلى 2012 - (قائمة الحلقات)
- داغيدار عرض 2012 وحذف نفس السنة (قائمة الحلقات)
- ماي ليتل بوني 2011 وتوقف 2014 - (قائمة الحلقات)
- المصابيح الخضراء (2014)
- سيم بايونك تايتن عرض 2011 وحذف نفس السنة - (قائمة الحلقات)
- خروف في المدينة عرض 2011 وحذف نفس السنة - (قائمة الحلقات)
- بن وعصام عرض 2011 وتوقف 2014 - (قائمة الحلقات)
- فريج عرض 2011 وتوقف 2014 - (قائمة الحلقات)
- ريداكاي: تحدي الكايرو من 2011 إلى 2013 - (قائمة الحلقات)
- ساموراي جاك 2010 توقف 2013 - (قائمة الحلقات)
- عائلة ساترديز 2011 توقف 2014 - (قائمة الحلقات)
- السنافر توقف 2013 - (قائمة الحلقات)
- شباب العدالة توقف بسبب لقطة التقبيل في 2014 (قائمة الحلقات)
- صديقي المفضل هو قرد 2010 إلى 2014 - (قائمة الحلقات)
- عالم غامبول المدهش من 2011 إلى الأن (قائمة الحلقات)
- غورميتي من 2013 إلى 2014 - (قائمة الحلقات)
- غورميتي 2008 من 2013 - 2015 (قائمة الحلقات)
- فتيات القوة من 2010 إلى 2015 نهاياتها (قائمة الحلقات)
- فريق البطل: 108 2011 - 2013 (قائمة الحلقات)
- قصص توم وجيري من 2013 إلى 2016 - (قائمة الحلقات)
- كامب لازلو من 2011 إلى 2014 (قائمة الحلقات)
- كوردج الجبان عرض 2010 إلى 2014 ثم عاد 2023 توقف - (قائمة الحلقات)
- كونغ فو شاولين من 2012 إلى 2014 - (قائمة الحلقات)
- محاربو الشاولين من 2013 إلى 2015 - (قائمة الحلقات)
- لفل أب من 2012 إلى 2014 - (قائمة الحلقات)
- مات هاتر من 2013 إلى 2017 - (قائمة الحلقات)
- باتمان الجرأة والشجاعة من 2014 إلى 2017 - (قائمة الحلقات)
- بابي ان ماي بوكيت من 2011 إلى 2013 - (قائمة الحلقات)
- مختبر دكستر عرض 2010 إلى 2014 ثم عاد 2023 توقف (قائمة الحلقات)
- لايزي تاون من 2012 إلى 2018 (قائمة الحلقات)
- المصارعين المقنعين من 2013 إلى 2017 - (قائمة الحلقات)
- مغامرات سكوبي دو من 2013 إلى 2017ثم عاد 2024توقف - (قائمة الحلقات)
- من ألف ليلة وليلة من 2014 إلى 2017 - (قائمة الحلقات)
- منصور من 2014 إلى 2022 توقف (قائمة الحلقات)
- ميغاس من 2011 إلى 2012 (قائمة الحلقات)
- ميكسلز من 2014 إلى 2016 (قائمة الحلقات)
- وقت المغامرة من 2010 إلى الآن - (قائمة الحلقات)
- يحيا أنجلو من 2013 إلى 2021 - (قائمة الحلقات)
- اننا نمزح معكم من 2014 إلى 2016 - (قائمة الحلقات)
- العم جدو من 2014 إلى الآن - (قائمة الحلقات)
- ستيفن البطل من 2014 إلى 2016 توقف عن العرض - (قائمة الحلقات)
- كلارنس من 2015 إلى الآن (قائمة الحلقات)
- زينبا من 2015 و حذف نفس السنه (قائمة الحلقات)
- المحقق غادجيت من 2015 إلى 2016 (قائمة الحلقات)
- ترانسفومرز: روبوتز ان ديسغايز من 2015 إلى 2018 - (قائمة الحلقات)
- خلف حائط الحديقة من 2015 إلى 2016 (قائمة الحلقات)
- أودبودز من 2015 إلى 2018 توقف - (قائمة الحلقات)
- سونيك بوم من 2015 إلى 2017 - (قائمة الحلقات)
- الدببة الثلاثة من 2015 إلى 2023 ثم عاد 2025 - (قائمة الحلقات)
- تمالك نفسك سكوبي دو من 2015 إلى 2017 (قائمة الحلقات)
- بانيكولا من 2016 إلى 2018 (قائمة الحلقات)
- فرسان نيكسو من 2015 إلى 2019 توقف - (قائمة الحلقات)
- مستر بن عرض 2016 وحذف نفس السنة - (قائمة الحلقات)
- أومبري ماكستيز من 2016 إلى 2017 - (قائمة الحلقات)
- بيت مونستيرز من 2016 إلى 2018 - (قائمة الحلقات)
- بيل وتوني عرض 2016 وحذف نفس السنة - (قائمة الحلقات)
- تنانين : سباق إلى الحافة من 2016 إلى 2022 (قائمة الحلقات)
- أبطال التايتنز انطلقوا! من 2016 إلى الآن - (قائمة الحلقات)
- فتيات القوة من 2016 إلى 2022 - (قائمة الحلقات)
- بن 10 ريبوت من 2016 إلى الآن - (قائمة الحلقات)
- تحدي بن 10 من 2017 إلى 2018 - (قائمة الحلقات)
- الهواه المبتدئون من 2016 إلى 2018 توقف - (قائمة الحلقات)
- العرض العادي من 2016 إلى الآن (قائمة الحلقات)
- مستر بين (رسوم متحركة) من 2015 إلى الأن (قائمة الحلقات)
- جاستس ليغ اكشن من 2017 إلى 2020 (قائمة الحلقات)
- باتمان بلا حدود من 2016 إلى 2020 (قائمة الحلقات)
- الكلب بات من 2018 إلى 2023 (قائمه الحلقات)
- العرض الكبير الكبير الكبير الكبير عرض في 2017 وحذف نفس السنة (قائمة الحلقات)
- منصور 2 من 2016 إلى 2020 (قائمة الحلقات)
- جزيرة سن توب من 2018 إلى 2019 - (قائمة الحلقات)
- ثناوية سوبر هيرو (2015) (قائمة الحلقات)
- ليغو دي سي سوبر هيرو غيرلز من 2017 إلى 2018 - (قائمة الحلقات)
- دي سي سوبر هيرو غيرلز من 2020 إلى 2022 (قائمة الحلقات)
- دورثي وعجائب مدينة أوز (2018) (قائمة الحلقات)
- أوكيه كيو فنلكن أبطالا من 2018 إلى 2020 توقف (قائمة الحلقات)
- تراسفورمرز سايبرفيرس (2018) (قائمة الحلقات)
- ليث ذا كينغ من 2018 إلى الآن (قائمة الحلقات)
- غريزي والليمنغز من 2019 إلى الآن (قائمة الحلقات)
- عائلة الهابو من 2016 إلى 2020 (قائمة الحلقات)
- جديد لوني تونز من 2018 إلى 2021 (قائمة الحلقات)
- عرض توم وجيري من 2016 إلى الآن (قائمة الحلقات)
- بولي بوكيت من 2018 إلى 2019 توقف (قائمة الحلقات)
- يونيكيتي! من 2018 إلى 2021 (قائمة الحلقات)
- توم المتكلم والأصدقاء من 2018 إلى 2020 (قائمة الحلقات)
- يوم غائم مع فرصة للحصول على كرات اللحم من 2018 إلى 2020 (قائمة الحلقات)
- كريغ من الجدول من 2018 إلى الآن (قائمة الحلقات)
- آبل وأونيون من 2019 إلى الآن (قائمة الحلقات)
- توني تيوب من 2019إلى 2025 -(قائمة الحلقات)
- فلافيلو فلوغز من 2019 إلى الآن -(قائمة الحلقات)
- سي ان تيوبرز من 2019 إلى 2022 (قائمة الحلقات)
- صندوق غامض من 2019 إلى 2022 - (قائمة الحلقات)
- كرتونرز من 2019 إلى 2022 (قائمة الحلقات)
- أوزوالدو 2020 إلى 2021 (قائمة الحلقات)
- إنفينتي نادو (من 2018إلى 2020ثم عاد 2024توقف) (قائمة الحلقات)
- فريندز: فتيات في مهمة 2019 إلى  2022 (قائمة الحلقات)
- باكوغان: كوكب المعارك (2019) (قائمة الحلقات)
- باور بلايرز (2020) (قائمة الحلقات)
- النمور الصاعقة هاووو 2021 إلى 2022 (قائمة الحلقات)
- أنا إلفيس ريبولدي 2021 وحذف نفس السنة (قائمة الحلقات)
- ماو ماو: أبطال وادي القلب الطيب من 2021 إلى 2022 (قائمة الحلقات)
- إليوت من كوكب الارض من 2022 وحذف نفس السنة (قائمة الحلقات)
- مونكي كيد من 2023 وحذف نفس السنة (قائمة الحلقات)
- نحن الدببة الصغار من 2022 إلى الآن (قائمة الحلقات)
- جايد آرمور من 2023 إلى الآن (قائمة الحلقات)
- سكوبي دو وإحزر من عرض 2024 إلى الآن (قائمة الحلقات)
- الأمير آيفاندو عرض 2023 إلى الأن (قائمة الحلقات)
- نانا زنانة عرض 2023 إلى الآن ( قائمة الحلقات)
- كوانتم هيروز داينوستر عرض من 2024 إلى 2025 (قائمة الحلقات)
- هيرو إنسايد عرض 2024 إلى الآن (قائمة الحلقات)

## البرامج القصيرة
صندوق غامض من 2019 إلى 2022 - (قائمة الحلقات)
كرتونرز من 2019 إلى 2022 -(قائمة الحلقات)
توني تيوب من 2019 إلى الآن -(قائمة الحلقات)
فلافيلو فلوغز من 2019 إلى الآن -(قائمة الحلقات)
عائلة الهابو من 2016 إلى 2020
جزيرة سن توب من 2017 إلى 2019 - (قائمة الحلقات)
ثناوية سوبر هيرو (2015)
طارق وشيرين من 2012 إلى 2014 - (قائمة الحلقات)
باتمان بلا حدود من 2016 إلى 2020 (قائمة الحلقات)
أومبري ماكستيز من 2016 إلى 2017 - (قائمة الحلقات)
بيت مونستيرز من 2016 إلى 2018 - (قائمة الحلقات)
ذي كروزري غانغ من 2016 إلى 2018 - (قائمة الحلقات)
بيل وتوني عرض 2016 وحذف نفس السنة - (قائمة الحلقات)
أودبودز من 2015 إلى 2018 توقف - (قائمة الحلقات)
ميكسلز من 2014 إلى 2016 (قائمة الحلقات)

## السلسلة الحية
سكاتووني 2011 توقف 2013 (قائمة الحلقات)
بن 10 التحدي الأقوى عرض 2012 وحذف نفس السنة - (قائمة الحلقات)
لفل أب - 2012 - 2014 - (قائمة الحلقات)
لايزي تاون - 2012 - 2018 (قائمة الحلقات)
اننا نمزح معكم من 2014 إلى 2016- (قائمة الحلقات)
تحدي بن 10 من 2016 إلى 2017 - (قائمة الحلقات)
مستر بين من 2015 إلى الآن (قائمة الحلقات)
العرض الكبير الكبير الكبير الكبير عرض في 2017 و حذف في نفس السنة (قائمة الحلقات)
توني تيوب من 2019 إلى الآن -(قائمة الحلقات)
سي ان تيوبرز من 2010 إلى 2021 -(قائمة الحلقات)
صندوق غامض من 2019 إلى 2022 -(قائمة الحلقات)
كرتونرز من 2019 إلى 2022 -(قائمة الحلقات)

## أغاني القناة
- كرتون نتورك حياتي هي متحركة

تم إنتاج أغنية كرتون نتورك حياتي هي متحركة من قبل قناة كرتون نتورك بالعربية عام 2012 وكانت تضم الأغنية لقطات من برامج كرتون نتورك القديمة (الحالية وقتها)وغناء مغنين وتم عرضها على قناة كرتون نتورك بالعربية في التلفاز
لمشاهدة الأغنية https://youtu.be/KpIo8P714X4
- كرتون نتورك هي العنوان

تم إنتاج هذه الأغنية من قبل قناة كرتون نتورك بالعربية عام 2016 تضم الأغنية شخصيات من كرتون نتورك يغنون مع خلفيات كرتونية وهم (العم جدو، السيد غاس، بن 10 (اومنيفورس)، شهاب، قطبي، غامبول) وكانت الأغنية من أداء استوديو ايمدج برودكشن هاوس اللبناني ومصرية ميديا المصري لقت الأغنية الإعجاب من قبل المتابعين وأصبحت الأغنية تتعدى 08 مليون مشاهدة على يوتيوب في عام 2020 كما تم عرضها لاحقا على القناة في التلفاز
لمشاهدة الأغنية https://youtu.be/z27FMd2dmUc
- كرتون نتورك الآن في الحال

تم إنتاج أغنية كرتون نتورك الآن في الحال من قبل قناة كرتون نتورك بالعربية عام 2020 وكانت تظم الأغنية لقطات من برامج كرتون نتورك الجديدة وغناء مغنين (قصي وعمار) وتم عرضها على قناة كرتون نتورك بالعربية في التلفاز
لمشاهدة الأغنية https://youtu.be/66qkglnbbbw

## الأفلام
- إد إدد وإدي: رحلة المتاعب - لأول مرة 19 أغسطس 2012
- إطلاق سراح ويلي - أول عرض في 5 يونيو، 2013
- إطلاق سراح ويلي 2 - أول عرض في 12 يونيو، 2013
- إطلاق سراح ويلي 3: الإنقاذ - أول عرض في 19 يونيو، 2013
- أولاد الجيران: العملية صفر - لأول مرة 20 أغسطس 2012
- باتمان: عودة الجوكر - أول عرض في 8 مايو، 2013
- باجز باني: 1001 حكاية - أول عرض في 8 رمضان الموافق ل17 يوليو، 2013.
- باجز باني و رود رانر - أول عرض في 1 رمضان الموافق ل10 يوليو، 2013.
- بن 10 جينيرايتور ريكس اتحاد الابطال - لأول مرة 26 سبتمبر 2012
- بن 10: سباق مع الوقت - لأول مرة 5 نوفمبر 2011
- بن 10: سر الأومنتريكس - أول عرض في 5 سبتمبر، 2013
- بن 10: غزو الرقاقات - لأول مرة 7 نوفمبر 2011
- بن 10: مدمر الكائنات الفضائية - لأول مرة 16 مارس 2012
- توم وجيري والصغيرة روبين - أول مرة 25 أكتوبر 2012
- توم وجيري القراصنة والكنز
- توم وجيري وساحرة اوز
- توم وجيري الفيلم (1992)
- دافي داك: الجزيرة المدهشة - أول عرض في 15 رمضان الموافق ل24 يوليو، 2013.
- دكتور فريز الشرير وباتمان - أول عرض في 22 مايو، 2013
- سكوبي دو ورجل الثلوج - أول عرض في 26 ديسمبر، 2012
- سكوبي دو وشبح الساحرة - أول عرض في 19 ديسمبر، 2012
- سكوبي دو ومشكلة الليزر - أول عرض في 12 ديسمبر، 2012
- سكوبي دو ووحش البحيرة - أول عرض في 5 ديسمبر، 2012
- كامب لازلو: أين لازلو؟ - لأول مرة 19 أغسطس 2012
- قطط وكلاب (فيلم) - أول عرض في 24 أبريل، 2013
- لفل أب - لأول مرة 5 يوليو 2012
- ليغو حرب النجوم: الإمبراطورية تفشل - أول مرة 17 أكتوبر 2012
- ليجو حرب النجوم:سجلات يودا أول عرض في 26 سبتمبر، 2013.
- ليغو حرب النجوم: تهديد الباداوان - 12 ديسمبر 2011
- المصارعين المقنعين عودة مالفيكو أول عرض في 03 أكتوبر، 2013.
- مغامرة تويتي - أول عرض في 22 رمضان الموافق ل14 يوليو، 2013.
- منزل فوستر للأصدقاء الخياليين : مخيلة المحطة- لأول مرة 6 نوفمبر 2011
- نافث اللهب - لأول مرة 22 ديسمبر 2011
- ويلي وونكا ومصنع الشوكولاتة - أول عرض في 10 أبريل، 2013
- ستيوارت ليتل
- ستيوارت ليتل 3
- السنافر
- السنافر 2 2018 بث لأول مرة
- فتى كارتية 2018
- العرض العادي: الفيلم - أول عرض في 5 يوليو 2020
- وقت المغامرة الأراضي البعيدة : بيمو
- بن 10 : ضد الكون
- الطيور الغاضبة
- باربي : مدينة كبيرة أحلام كثيرة
- بن 10010 - أول عرض في 10 أكتوبر 2021
- موبيتس من الفضاء - أول عرض في 15 أكتوبر 2021
- خلف حائط الحديقة
- بن جين 10

## الانتقادات
تلقت قناة كرتون نتورك بالعربية انتقادات كثيرة من طرف المتابعين الأصليين للقناة أمثال حيث يقولون ان القناة لم تعد كما كانت في السابق وطلبوا بعرض البرامج القديمة و حذف الجديدة

## كرتون نتورك بالعربية HD
في مارس 2012 أصبحت القناة متوفرة بتقنية HD وذلك على القمر الاصطناعي ياه سات.
في 1 يناير 2016 أصبح ضمن باقة beIN.

## وصلات خارجية
- الموقع الرسمي